# Doe een wens
Doe een wens is een Nederlands voormalig televisieprogramma van RTL 4, gepresenteerd door Wendy van Dijk en Irene Moors.
In het programma Doe een wens vervullen Wendy van Dijk en Irene Moors namens de Make-A-Wish Foundation wensen van kinderen met een levensbedreigende ziekte.

## Deelnemers
| Naam      | Leeftijd | Woonplaats | Ziekte              | Wens                            |
| --------- | -------- | ---------- | ------------------- | ------------------------------- |
| Lara      | 9        | Made       | Leukemie            | Naar een luxe restaurant        |
| Bas       | 8        | Weert      | Ziekte van Duchenne | Piramides bezoeken              |
| Evert-Jan | 12       | ?          | Taaislijmziekte     | Vrachtwagen pimpen              |
| Patrick   | 8        | ?          | Taaislijmziekte     | In een achtbaan van de Efteling |